# Reda (akwen)

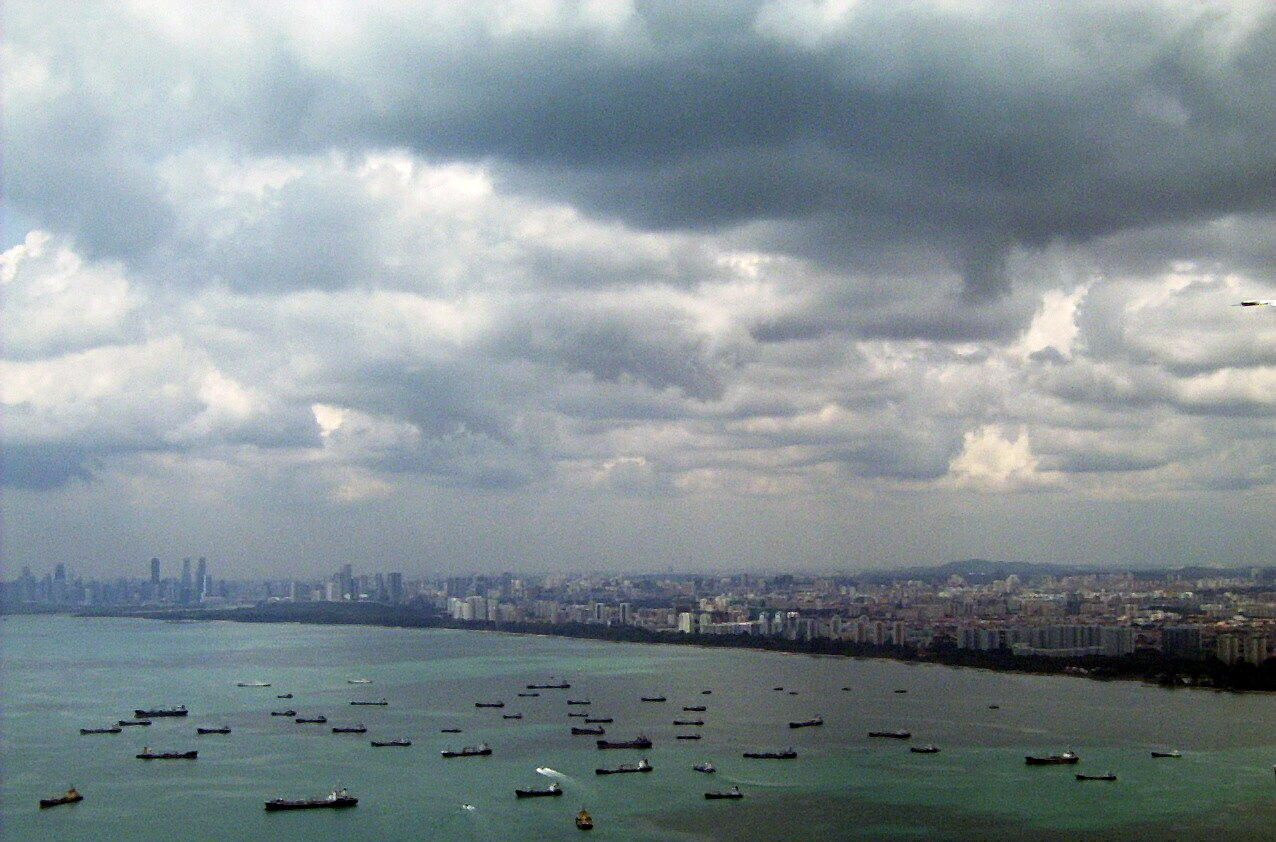
Reda w Singapurze

Reda – obszar, znajdujący się przed wejściem do portu morskiego lub przystani na brzegu jeziora, z wyznaczonymi torami wodnymi oraz płytkim i odpowiednim rodzajem dna umożliwiającym zakotwiczenie statków, oczekujących na wejście do portu. Na redzie dokonywane są również przeładunki (odlichtunek) na barki z jednostek o zanurzeniu zbyt dużym, aby mogły z pełnymi ładowniami wejść do portu. Statki stojące na redzie nie ponoszą opłat portowych oraz mogą zaopatrywać się w wodę, żywność oraz paliwo.